# Шифнер-Маркевич, Антон Мейнгардович
Антон Мейнгардович Шифнер (Шифнер-Маркевич) (14 [26] июня 1887, Владикавказ — 21 января 1921) — русский офицер, участник Первой мировой войны, полковник. Участник Белого движения на Юге России, генерал-майор.

## Биография
Родился во Владикавказе 14 (26) июня 1887 года — сын Мейнгарда Антоновича Шифнера (1856—1918).
Окончил Александровский кадетский корпус (1904) и Михайловское артиллерийское училище (1907), откуда выпущен был подпоручиком в лейб-гвардии 2-ю артиллерийскую бригаду. Произведен в поручики 18 апреля 1910 года, в штабс-капитаны — 6 апреля 1914 года. В 1913 году окончил Николаевскую военную академию по 1-му разряду.
С началом Первой мировой войны, 2 февраля 1915 года переведен в Генеральный штаб капитаном, с назначением помощником старшего адъютанта отдела генерал-квартирмейстера штаба 5-й армии. За боевые отличия был награждён несколькими орденами, в том числе орденом Св. Анны 4-й степени с надписью «за храбрость». 1 октября 1915 года назначен помощником старшего адъютанта отдела генерал-квартирмейстера штаба 6-й армии, а 26 июля 1916 года — старшим адъютантом штаба Гвардейской стрелковой дивизии.
Женился 15 мая 1916 года на баронессе Марии Федоровне Засс (1893—1981); у них родился сын Михаил (1918—?).
С 26 ноября 1916 года был исправляющим должность штаб-офицера для поручений при штабе 30-го армейского корпуса, а 6 декабря того же года произведен в подполковники с утверждением в должности. 27 июля 1917 года назначен и. д. начальника штаба 34-й пехотной дивизии. Позднее состоял и. д. начальника штаба 7-го армейского корпуса. В начале 1918 года участвовал в формировании добровольческих частей на Румынском фронте при штабе 6-й армии, в апреле—июле того же года состоял в Управлении по ликвидации Румынского фронта.
7 августа 1918 года прибыл на Кубань, был зачислен в Добровольческую армию и назначен начальником штаба Отдельной партизанской бригады полковника Шкуро, вскоре развернутой в 1-ю Кавказскую конную дивизию. 6 июня 1919 года назначен начальником штаба 3-го Кубанского корпуса, а 23 июня произведен в генерал-майоры. 15 июля 1919 года лихим налетом взял Екатеринослав. В Русской армии — начальник 2-й кавалерийской дивизии, с которой участвовал в Кубанском десанте, был тяжело ранен. В октябре 1920 года был вновь ранен в боях на Перекопе. Умер 21 января 1921 года от сыпного тифа в лагере Галлиполи. На его могиле был установлен крест с надписью «Сим победиши».

## Награды
- Орден Святого Станислава 3-й ст. (ВП 8.05.1913)
- Орден Святой Анны 4-й ст. с надписью «за храбрость» (ВП 7.01.1915)
- Орден Святого Владимира 4-й ст. с мечами и бантом (ВП 4.02.1915)
- Орден Святой Анны 3-й ст. с мечами и бантом (ВП 12.04.1916)
- старшинство в чине капитана с 24 марта 1913 года (ВП 15.08.1916)
- старшинство в чине подполковника с 15 августа 1915 года (ПАФ 30.09.1917)